# Veoh
Veoh Networks, Inc. war eine in San Diego, Kalifornien ansässige Tochterfirma des israelischen Internetunternehmens Qlipso, die einen Internet-TV-Service anbot. Nutzer konnten Material der großen Filmproduktionsgesellschaften ansehen sowie unabhängige und eigene Produktionen.

## Geschichte
Veoh wurde 2003 von Dmitry Shapiro gegründet. Das Unternehmen brachte im September 2005 eine erste Version auf den Markt und startete im März 2006 seine Beta-Version. Offiziell ging Veoh (nach der Beta-Version) im Februar 2007 an den Start. Veoh hatte etwa 40 Millionen Dollar an Investitionen erhalten. Wichtige Investoren waren Time Warner, Michael Eisner’s Tornante Company, Spark Capital, Shelter Capital Partners, Tom Freston's Firefly3 LLC und Jonathan Dolgen.
Laut einer Studie von Quantcast.com lag die Besucherzahl von veoh.com 2008 bei etwa 17 Millionen Besuchern monatlich.
2008 gewann das Unternehmen einen Rechtsstreit gegen die Io Group, in dem es um das unerlaubte zur Verfügung stellen von urheberrechtlich geschütztem Videomaterial ging. Den Richtern zufolge habe Veoh genügend Maßnahmen gegen Urheberrechtsverletzungen ergriffen, um Ausnahmebestimmungen des Digital Millennium Copyright Act in Anspruch nehmen zu dürfen. Diese Rechtsprechung wurde als wegweisend für die Entscheidung im Rechtsstreit zwischen Viacom und Google angesehen, in dem die gleiche Frage zur gerichtlichen Klärung anstand. Ähnliche Rechtsstreitigkeiten gegen die Universal Music Group wurden im Januar und September 2009 ebenfalls zugunsten Veohs entschieden.
Die zwei Jahre lang anhaltenden Prozesse führten unter anderem dazu, dass Veoh im Februar 2010 die Insolvenz nach Chapter 7 anmelden musste. Im selben Jahr wurde Veoh dann für einen unveröffentlichten Betrag von dem israelischen Internetunternehmen Qlipso erworben.
Veoh stellte seinen Betrieb im November 2024 ein. Als Nachfolger wird das japanische Portal FC2 genannt.